# Danmarks Stednavne
Danmarks Stednavne er en udgivelsesrække, som gennemgår danske stednavne filologisk og historisk. Udgivelsen blev påbegyndt af Stednavneudvalget i 1922 (Samsøs Stednavne). Stednavneudvalget fortsatte udgivelsen (til og med bind 15), hvorefter udgivelsen fortsatte inden for rammerne af Institut for Navneforskning (bind 16-24) og Afdeling for Navneforskning (fra bind 25). Serien består indtil videre af 26 bind som dækker omkring 2/3 af Danmark med varierende inddragelse af naturnavne.
"Danmarks Stednavne" er ordnet således, at værket bruger den administrative inddeling af landet før kommunalreformen i 1970. Det betyder, at værkets bind er inddelt efter den datidige amtsinddeling, og at hvert bind videre er inddelt efter herreder og sogne inden for disse; inden for hvert sogn er ordningen alfabetisk.
I de fleste binds indledning findes en introduktion over de almindeligste typologiske efterled (dvs. stednavnenes sidste led, eksempelvis -by, -toft og -bjerg) og endelser, kilde- og litteraturfortegnelse, andre forkortelser og en indføring i lydskriftsystemet Dania.
For hvert stednavn anføres den (på udgivelsestidspunktet) gældende stavemåde som opslagsform. Desuden anføres ældre stavemåder – såkaldte kildeformer – kronologisk. An på de enkelte stednavnes overlevering i kilderne, anføres så vidt muligt alle middelalderlige kildeformer, ligesom der anføres mere sporadiske nedslag i de eftermiddelalderlige kilder samt udtaleformer i lydskrift. Der foretages herefter en tolkning af stednavne.
En online og søgbar version af bogværket Danmarks Stednavne er del af internetsitet Danmarks Stednavne der også indeholder data fra Forskergruppen for Navneforsknings supplerende database og Geodatastyrelsens StedNavne- og StamOplysningsRegister (SNSOR).

## Bindenes indhold
- Bind 1: Samsøs Stednavne. 1922.
- Bind 2: Frederiksborg Amts Stednavne. 1929.
- Bind 3-7: Sønderjyske Stednavne I-V. 1933-44.
- Bind 8: Vejle Amts Stednavne. 1944.
- Bind 9: Viborg Amts Stednavne. 1948.[3]
- Bind 10: Bornholms Stednavne. 1951.
- Bind 11: Maribo Amts Stednavne. Ved Anders Bjerrum og Christian Lisse. 1954.
- Bind 12: Stednavne i Århus og Skanderborg Amter. Ved Anders Bjerrum og Christian Lisse. 1964.
- Bind 13: Svendborg Amts Bebyggelsesnavne. Ved John Kousgård Sørensen. 1958.
- Bind 14: Odense Amts Bebyggelsesnavne. Ved John Kousgård Sørensen. 1969.
- Bind 15: Svendborg Amts Naturnavne I. Sunds Herred. Ved Birte Hjorth Pedersen og Inge Wohlert. 1970.
- Bind 16: Stednavne i Præstø Amt. Ved Lis Weise. 1975.
- Bind 17,1: Stednavne i Ringkøbing Amt. 1. halvbind. Ved Gordon Albøge. 1976.
- Bind 17,2-1: Stednavne i Ringkøbing Amt. 2. halvbind, 1. hæfte. Ved Gordon Albøge. 1981.
- Bind 17,2-2: Stednavne i Ringkøbing Amt. 2. halvbind, 2. hæfte. Ved Gordon Albøge. 1984.
- Bind 18,1: Randers Amts Stednavne. Galten Herred. Ved Kristian Hald. 1976.
- Bind 18,2: Randers Amts Stednavne 2. Rougsø Herred. Ved Kristian Hald.
- Bind 19: Stednavne i Københavns Amt. Smørum Herred. Sydlige del. Ved Bent Jørgensen.
- Bind 20: Stednavne i Københavns Amt. Smørum Herred. Nordlige del. Ved Bent Jørgensen.
- Bind 21: Stednavne i Hanherred. Ved Gordon Albøge. 1991.
- Bind 22: Stednavne i København og Københavns Amt. Sokkelund Herred. Amager og Saltholm. Ved Bent Jørgensen. 1995.
- Bind 23: Stednavne i Vestsjællands Amt. Sorø, Ringsted, Alsted Herred, Ringsted Herred. Ved Bent Jørgensen. 1997.
- Bind 24: Stednavne i Vestsjællands Amt. Slagelse, Korsør, Skælskør, Slagelse Herred, Vester Flakkebjerg Herred, Øster Flakkebjerg Herred (med dele i Storstrøms Amt). Ved Bent Jørgensen. 2001.
- Bind 25: Stednavne i København og Københavns Amt. Sokkelund Herred. Sjællandsdelen. Ved Bent Jørgensen. 2006.
- Bind 26: Stednavne i Roskilde Amt. Roskilde, Køge, Sømme Herred, Volborg Herred, Tune Herred, Ramsø Herred. Ved Bent Jørgensen. 2013. ISBN 978-87-635-3917-3.